# Élections législatives salomonaises de 2019
Des élections législatives ont lieu aux Îles Salomon le 3 avril 2019 afin de renouveler l'ensemble des cinquante députés du Parlement national à l'issue de leur mandat de cinq ans. Les Salomon sont une monarchie parlementaire fondée sur le modèle de Westminster.
Une fois élu, le nouveau Parlement doit soit renouveler sa confiance dans le Premier ministre sortant, Rick Houenipwela, ou bien choisir un nouveau Premier ministre. Rick Houenipwela, réélu député, ne brigue pas de nouveau mandat à la tête du gouvernement, et les députés élisent Manasseh Sogavare (déjà Premier ministre à trois reprises précédemment) au poste de Premier ministre.

## Contexte
À l'issue des élections de novembre 2014, une majorité des députés (trente-et-un) s'assemblent en une « Coalition démocratique pour le changement », et portent Manasseh Sogavare au poste de Premier ministre. Jeremiah Manele devient chef de l'opposition parlementaire. Le 6 novembre 2017, le Premier ministre Sogavare est destitué par une motion de censure au Parlement, après la défection de neuf de ses ministres. Rick Houenipwela est élu à sa succession par les députés le 15 novembre. Initialement prévues en novembre 2018, les élections sont reportées de quelques mois, vers début 2019.
Les élections de 2019 sont les premières depuis le départ en 2017 de la Mission d'Assistance régionale aux îles Salomon (RAMSI), force d'intervention internationale déployée dans le pays en 2003 sur demande du gouverneur général John Lapli pour restaurer l'ordre dans un contexte de violences intercommunautaires, et pour restaurer un État en déliquescence. L'Australie apporte néanmoins une aide logistique et sécuritaire pour la tenue de ce scrutin, fournissant quelque deux cents soldats et des hélicoptères pour acheminer les urnes et autre matériel électoral dans les îles reculées.

## Système électoral et politique

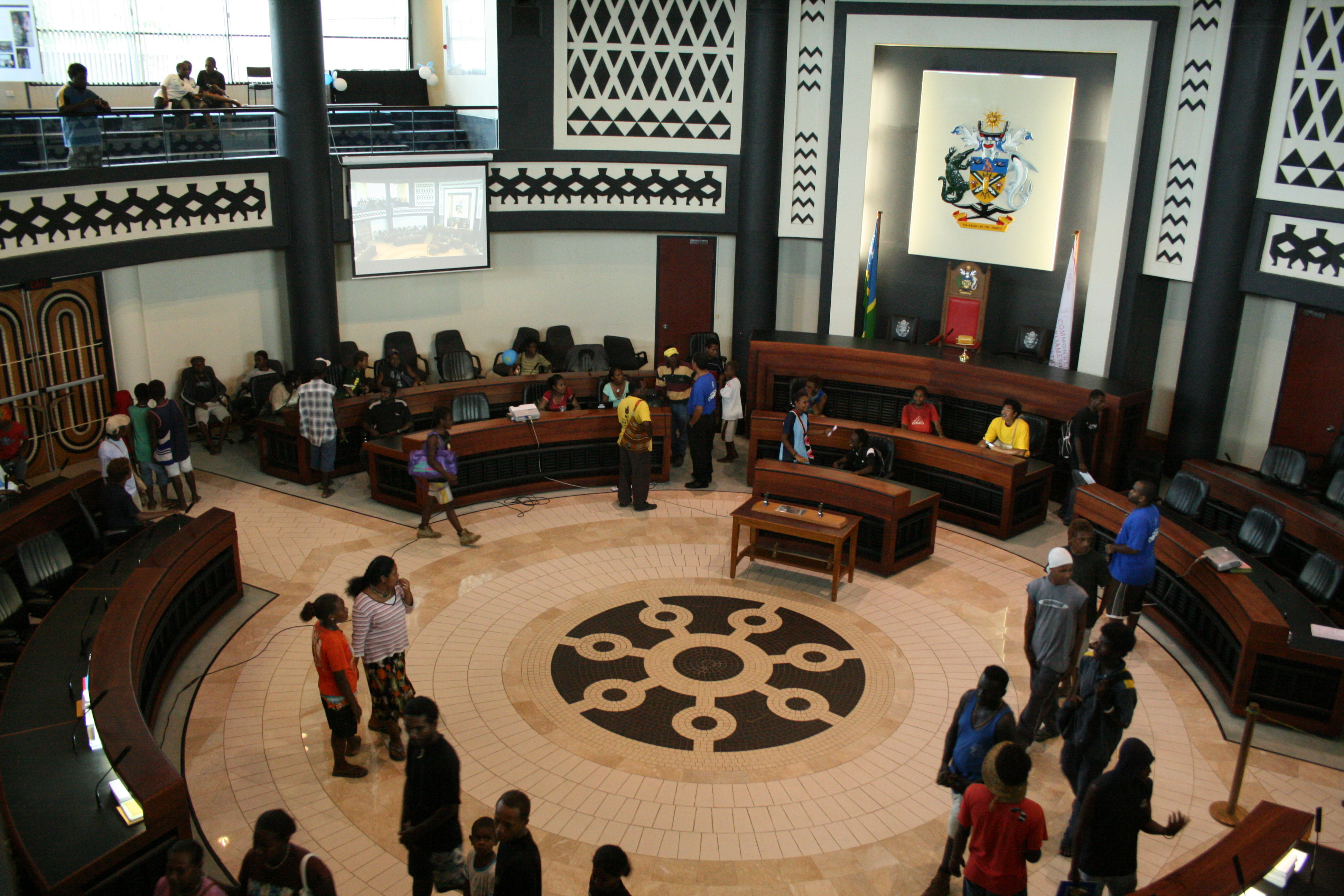
Intérieur du parlement

Les Salomon sont une démocratie multipartite. Les 50 députés de son Parlement monocaméral sont élus pour cinq ans au suffrage universel direct via un scrutin uninominal majoritaire à un tour dans autant de circonscriptions,.
En pratique, traditionnellement, l'absence de grands partis politiques avait conduit à ce qu'aucun parti ne puisse obtenir seul une majorité de sièges, et le Parlement était généralement composé de députés sans étiquette aux côtés de nombreux petits partis avec un faible nombre de sièges. En conséquence, les majorités étaient formées par des coalitions instables, et les motions de confiance faisant chuter les gouvernements étaient fréquentes au gré d'alliances fluctuantes. Une réforme politique introduite en 2014 a toutefois apporté la stabilité à la législature entamée cette année-là.

### Réforme des partis
La loi d'intégrité des partis politiques de 2014 (Political Parties Integrity Act), dans son article 53(3), interdit aux partis politiques au Parlement de former une coalition avec des élus sans étiquette, l'objectif étant de stabiliser la vie politique du pays. Ainsi, les députés indépendants doivent rejoindre l'un des partis s'ils souhaitent participer au gouvernement. Bien que la plupart des députés en 2014 aient été élus sans étiquette, ceux de la majorité parlementaire rejoignent donc des partis politiques après leur élection. La composition politique de l'assemblée qui en résulte est la suivante :
| Parti | Parti                             | Députés élus sous cette étiquette en 2014 | Après réorganisation |
| ----- | --------------------------------- | ----------------------------------------- | -------------------- |
|       | Parti démocrate unifié            | 5                                         | 19                   |
|       | Parti Kadere                      | 1                                         | 12                   |
|       | Parti de l'alliance populaire     | 2                                         | 8                    |
|       | Parti de l'alliance démocratique  | 7                                         | 6                    |
|       | Parti pour le développement rural | 2                                         | 2                    |
|       | Parti du peuple d'abord           | 1                                         | 1                    |
|       | Parti démocrate                   | 0                                         | 1                    |
|       | Indépendants                      | 32                                        | 1                    |

### Candidats
Quinze partis politiques sont en lice, et il y a 333 candidats, dont vingt-cinq femmes.
L'ensemble des quarante-huit députés sortants se représentent. (Le siège pour la circonscription de Kwaio-ouest est vacant, le député Peter Tom, de l'Alliance démocrate, étant mort en novembre 2018. Et l'élection de Freda Comua dans la circonscription de Temotu Vatud avait été rétroactivement invalidée par la justice en octobre 2018, laissant ce siège vacant également.) Quatorze députés sortants (Jackson Fiulaua, Manasseh Sogavare, Duddley Kopu, Bradley Tovosia, Stanley Sofu, Augustine Auga, Nesta Giro, John Dean Kuku, Dickson Mua, Tautai Kaitu'u, Peter Shanel Agovaka, Namson Tran, Elijah Muala et Silas Tausinga) renoncent à leurs partis respectifs et se présentent au scrutin sans étiquette, ce qui leur permettra de ne rejoindre un parti qu'après avoir été élus. Parmi les autres, treize se présentent sous l'étiquette du Parti démocrate, dont leur chef Matthew Wale ; huit pour le Parti kadere, dont leur chef John Maneniaru ; et cinq respectivement pour l'Alliance démocrate, l'Alliance populaire et le Parti démocrate unifié.

## Campagne
La campagne « ressemble à une atmosphère de carnaval », « colorée et bruyante ». Les scrutins précédents ayant été entachés d'actes de corruption de la part de candidats, le gouvernement sortant a introduit des lois anti-corruption. La soirée précédant le jour du vote est communément appelée « nuit du diable » car certains candidats y distribuent ouvertement des dons pour acheter illégalement la faveur des électeurs ; pour la première fois en 2019, toute campagne électorale est interdite la veille du vote, et les autorités déploient à cet effet un important dispositif policier. La commission électorale demande par ailleurs la coopération de Facebook pour empêcher la diffusion de matériel de campagne la veille du scrutin.

## Déroulement
La journée de vote se déroule dans le calme. 1 041 bureaux de vote sont ainsi ouverts pour permettre aux électeurs de départager les 333 candidats et quinze partis en lice. 
La sécurité est cependant grandement renforcée du fait des importants déplacements de résidents de la capitale rentrant dans leurs îles natale pour y voter. Les services d'urgence des hôpitaux et cliniques sont ainsi momentanément saturés, ce qui amène le personnel hospitalier à réclamer la possibilité de voter en avance, comme le font les forces de l'ordre. L'Australie, qui contribue à hauteur de 188 millions de dollars au budget solomonais, est encore très présente dans le pays à la suite de la mission RAMSI.
À l'issue du scrutin, l'équipe d'observateurs internationaux du Commonwealth des nations menés par l'ancien Premier ministre vanuatais Sato Kilman émet un rapport positif quant à l'organisation pratique du vote ; les observateurs envoyés par le Groupe mélanésien Fer de lance et menés par le Fidjien Ratu Inoke Kubuabola font de même.

## Résultats
Près des trois quarts des députés sortants conservent leurs sièges, dont le Premier ministre Rick Houenipwela. Vingt-et-un candidats sont élus sans étiquette de parti. Il n'y a que deux femmes parmi les élus.

### Par parti
Après l'annonce des résultats, l'ancien Premier ministre Manasseh Sogavare, réélu député de Choiseul-est sans étiquette politique, annonce la re-fondation de son ancien Parti de la propriété, de l'unité et de la responsabilité (Ownership, Unity and Responsibility Party), et appelle d'autres élus indépendants à le rejoindre.
Les comparaisons en voix et en sièges dans le tableau des résultats ci-dessous sont faites par rapport aux élections précédentes.
|                           |                                                    |         |       |       |        |               |  |  |  |  |  |  |  |  |
| Partis                    | Partis                                             | Voix    | %     | +/-   | Sièges | +/-           |  |  |  |  |  |  |  |  |
|                           | Parti démocrate des Îles Salomon                   | 42 245  | 13,64 | Nv    | 8      | 8             |  |  |  |  |  |  |  |  |
|                           | Parti unifié des Îles Salomon                      | 32 302  | 10,43 | Nv    | 2      | 2             |  |  |  |  |  |  |  |  |
|                           | Parti Kadere                                       | 29 426  | 9,50  | 4,83  | 8      | 7             |  |  |  |  |  |  |  |  |
|                           | Parti démocrate unifié                             | 25 295  | 8,17  | 2,55  | 4      | 1             |  |  |  |  |  |  |  |  |
|                           | Alliance démocratique                              | 19 720  | 6,37  | 2,55  | 3      | 4             |  |  |  |  |  |  |  |  |
|                           | Alliance populaire                                 | 18 573  | 6,00  | 1,56  | 2      | 1             |  |  |  |  |  |  |  |  |
|                           | Parti du peuple d'abord                            | 11 419  | 3,69  | 0,82  | 1      | en stagnation |  |  |  |  |  |  |  |  |
|                           | Parti pour le développement rural des Îles Salomon | 9 878   | 3,19  | 0,71  | 1      | en stagnation |  |  |  |  |  |  |  |  |
|                           | Parti de la transformation nationale               | 4 622   | 1,49  | 1,36  | 0      | en stagnation |  |  |  |  |  |  |  |  |
|                           | Congrès pan-mélanésien                             | 1 514   | 0,49  | 1,62  | 0      | en stagnation |  |  |  |  |  |  |  |  |
|                           | Parti vert des Îles Salomon                        | 619     | 0,20  | Nv    | 0      | en stagnation |  |  |  |  |  |  |  |  |
|                           | Parti de la nouvelle nation                        | 593     | 0,19  | 0,12  | 0      | en stagnation |  |  |  |  |  |  |  |  |
|                           | Parti progressiste populaire                       | 381     | 0,12  | 0,12  | 0      | en stagnation |  |  |  |  |  |  |  |  |
|                           | Indépendants                                       | 113 178 | 36,54 | 19,73 | 21     | 11            |  |  |  |  |  |  |  |  |
|                           |                                                    |         |       |       |        |               |  |  |  |  |  |  |  |  |
| Votes valides             | Votes valides                                      | 309 765 | 99,71 |       |        |               |  |  |  |  |  |  |  |  |
| Votes blancs et invalides | Votes blancs et invalides                          | 902     | 0,29  |       |        |               |  |  |  |  |  |  |  |  |
| Total                     | Total                                              | 310 667 | 100   | –     | 50     | en stagnation |  |  |  |  |  |  |  |  |
| Abstention                | Abstention                                         | 48 856  | 13,59 |       |        |               |  |  |  |  |  |  |  |  |
| Inscrits / participation  | Inscrits / participation                           | 359 523 | 86,41 |       |        |               |  |  |  |  |  |  |  |  |

### Par circonscription
| Circonscription                       | Député sortant | Député sortant        | Parti du sortant   | Sortant se représente ? | Élu | Élu                    | Parti de l'élu      |
| ------------------------------------- | -------------- | --------------------- | ------------------ | ----------------------- | --- | ---------------------- | ------------------- |
| 'Are'are est                          |                | Andrew Manepora'a     | Parti Kadere       | oui                     |     | Peter Kenilorea junior | Parti unifié        |
| 'Are'are ouest                        |                | John Maneniaru        | Parti Kadere       | oui                     |     | John Maneniaru         | Parti Kadere        |
| Auki-Langalanga                       |                | Matthew Wale          | Démocrate          | oui                     |     | Matthew Wale           | Démocrate           |
| Baegu-Asifolo                         |                | David Tome            | Alliance populaire | oui                     |     | Tagini Makario         | Démocrates unifiés  |
| Choiseul est                          |                | Manasseh Sogavare     | Ind.               | oui                     |     | Manasseh Sogavare      | sans étiquette      |
| Choiseul nord-ouest                   |                | Connelly Sandakabatu  | Alliance démocrate | oui                     |     | Harry Kuma             | Ind.                |
| Choiseul sud                          |                | Elijah Doro Muala     | Ind.               | oui                     |     | Robertson Galokale     | sans étiquette      |
| Fataleka                              |                | Steve Abana           | Alliance démocrate | oui                     |     | Rexon Ramofafia        | Parti unifié        |
| Gao-Bugotu                            |                | Samuel Manetoali      | Parti Kadere       | oui                     |     | Samuel Manetoali       | Parti Kadere        |
| Gizo-Kolombangara                     |                | Lanelle Tanangada     | Parti Kadere       | oui                     |     | Lanelle Tanangada      | Parti Kadere        |
| Guadalcanal centre                    |                | Peter Shannel Agovaka | Ind.               | oui                     |     | Peter Shannel Agovaka  | sans étiquette      |
| Guadalcanal centre-est                |                | Ishmael Avui          | Parti Kadere       | oui                     |     | Ishmael Avui           | Parti Kadere        |
| Guadalcanal est                       |                | Bradley Tovosia       | Ind.               | oui                     |     | Bradley Tovosia        | sans étiquette      |
| Guadalcanal nord                      |                | Samson Maneka         | Démocrate          | oui                     |     | Samson Maneka          | Démocrate           |
| Guadalcanal nord-est                  |                | Derek Sikua           | Démocrate          | oui                     |     | Jaimie Vokia           | sans étiquette      |
| Guadalcanal nord-ouest                |                | Bodo Dettke           | Démocrate          | oui                     |     | Bodo Dettke            | Démocrate           |
| Guadalcanal ouest                     |                | Moses Garu            | Démocrate          | oui                     |     | Anthony Veke           | sans étiquette      |
| Guadalcanal sud                       |                | David Day Pacha       | Démocrate          | oui                     |     | Rollen Seleso          | Développement rural |
| Hograno-Kia-Havulei                   |                | Jeremiah Manele       | Alliance démocrate | oui                     |     | Jeremiah Manele        | Alliance démocrate  |
| Honiara centre                        |                | John Moffat Fugui     | Démocrates unifiés | oui                     |     | John Moffat Fugui      | Démocrates unifiés  |
| Honiara est                           |                | Douglas Ete           | Démocrate          | oui                     |     | Douglas Ete            | Démocrate           |
| Honiara ouest                         |                | Namson Tran           | sans étiquette     | oui                     |     | Namson Tran            | sans étiquette      |
| Kwaio est                             |                | Stanley Sofu          | sans étiquette     | oui                     |     | Stanley Sofu           | sans étiquette      |
| Kwaio ouest                           |                | vacant                | -                  | -                       |     | Titus Fika             | sans étiquette      |
| Kwara'ae centre                       |                | Jackson Fiulaua       | sans étiquette     | oui                     |     | Jackson Fiulaua        | sans étiquette      |
| Kwara'ae ouest                        |                | Sam Iduri             | Démocrate          | oui                     |     | Sam Iduri              | Démocrate           |
| Lau Mbaelelea                         |                | Augustine Maue        | sans étiquette     | oui                     |     | Augustine Maue         | sans étiquette      |
| Malaita est                           |                | Manasseh Maelanga     | Alliance populaire | oui                     |     | Manasseh Maelanga      | Alliance populaire  |
| Malaita nord                          |                | Jimmy Lusibaea        | Alliance populaire | oui                     |     | Levi Filualea          | sans étiquette      |
| Malaita îles extérieures              |                | Martin Kealoe         | Démocrate          | oui                     |     | Martin Kealoe          | Démocrate           |
| Malaita sud                           |                | Rick Houenipwela      | Alliance démocrate | oui                     |     | Rick Houenipwela       | Alliance démocrate  |
| Makira centre                         |                | Nestor Giro           | sans étiquette     | oui                     |     | Nestor Giro            | sans étiquette      |
| Makira est                            |                | Alfred Ghiro          | Démocrate          | oui                     |     | Charles Maefai         | sans étiquette      |
| Makira ouest                          |                | Derek Manu'ari        | Démocrate          | oui                     |     | Derek Manu'ari         | Démocrate           |
| Maringe-Kokota                        |                | Culwick Togamana      | Alliance démocrate | oui                     |     | Culwick Togamana       | Alliance démocrate  |
| Marovo                                |                | Snyder Rini           | Démocrates unifiés | oui                     |     | Rebi Amoi              | Peuple d'abord      |
| Ngella                                |                | Bartholomew Parapolo  | Parti Kadere       | oui                     |     | Bartholomew Parapolo   | Parti Kadere        |
| Nouvelle-Géorgie nord                 |                | John Kuku             | sans étiquette     | oui                     |     | John Kuku              | sans étiquette      |
| Nouvelle-Géorgie ouest-Vona Vona      |                | Silas Tausinga        | sans étiquette     | oui                     |     | Silas Tausinga         | sans étiquette      |
| Nouvelle-Géorgie sud-Rendova-Tetepare |                | Danny Philip          | Démocrates unifiés | oui                     |     | Danny Philip           | Démocrates unifiés  |
| Rannogga-Simbo                        |                | Charles Sigoto        | Démocrate          | oui                     |     | Charles Sigoto         | Démocrate           |
| Rennell-Bellona                       |                | Tautai Kaitu'u        | sans étiquette     | oui                     |     | Tautai Kaitu'u         | sans étiquette      |
| Savo-Russells                         |                | Dickson Mua           | sans étiquette     | oui                     |     | Dickson Mua            | sans étiquette      |
| Shortlands                            |                | Christopher Laore     | Alliance populaire | oui                     |     | Christopher Laore      | Alliance populaire  |
| Temotu Nende                          |                | Commins Mewa          | Parti Kadere       | oui                     |     | Commins Mewa           | Parti Kadere        |
| Temotu Pele                           |                | Dudley Kopu           | sans étiquette     | oui                     |     | Dudley Kopu            | sans étiquette      |
| Temotu Vatud                          |                | vacant                | -                  | -                       |     | Freda Comua            | Parti Kadere        |
| Ugi-Ulawa                             |                | Willie Marau          | Parti Kadere       | oui                     |     | Willie Marau           | Parti Kadere        |
| Vella-la-Vella nord                   |                | Milner Tozaka         | Alliance populaire | oui                     |     | Clezy Rore             | Démocrates unifiés  |
| Vella-la-Vella sud                    |                | Alex Lionel           | Démocrate          | oui                     |     | Frederick Kologeto     | sans étiquette      |

### Formation d'un gouvernement
Les deux candidats au poste de Premier ministre sont Matthew Wale et Manasseh Sogavare. Matthew Wale obtient de la Haute Cour un report du vote, au motif que Manasseh Sogavare pourrait ne pas être éligible, son parti politique ayant été formé trop récemment – c'est-à-dire après les élections législatives. Le gouverneur général Sir Frank Kabui fait néanmoins usage de ses pouvoirs de réserve pour convoquer les députés à élire le Premier ministre le 24 avril. Les partisans de Matthew Wale boycottent le vote, mais Manasseh Sogavare est élu Premier ministre par trente-quatre voix contre une. Des manifestants expriment alors leur colère dans les rues de Honiara, avant d'être dispersés par la police. Fin mai, la Haute Cour rejette les arguments de Matthew Wale et confirme l'élection de Manasseh Sogavare.
Ce dernier forme un gouvernement de coalition qu'il appelle « Gouvernement de coalition démocratique pour le changement », rassemblant, outre son propre nouveau parti (PPUR), le Parti démocrate, le Parti démocrate unifié, le Parti unifié, l'Alliance populaire, le Parti du Peuple d'abord, et le Parti pour le développement rural, puis également le parti Kadere. Au cours des mois qui suivent, bon nombre de députés indépendants et de députés élus sous l'étiquette d'un des autres partis de la coalition (notamment le parti Kadere et l'Alliance démocrate) deviennent membres du PPUR. En novembre 2019, trente-deux des cinquante députés au Parlement national en sont membres, conférant au parti à lui seul une majorité absolue des sièges.
Le 15 mai, les députés élisent Patteson Oti à la présidence du Parlement. Cet ancien ministre des Affaires étrangères recueille les voix de trente députés, contre quinze pour le président sortant Ajilon Nasiu.

## Suites
Charles Maefai, nouvellement élu député indépendant de Makira-est, meurt en juillet 2019. Sa veuve Lillian Maefai remporte l'élection partielle qui en résulte en décembre, portant à trois le nombre de femmes au Parlement. Elle n'est que la cinquième femme à siéger au Parlement dans l'histoire du pays.
En février 2020, la Haute Cour annule l'élection de deux députés de la majorité parlementaire, reconnus coupables de corruption électorale : John Moffat Fugui, député de Honiara-centre, ministre de l'Éducation et président de la commission parlementaire ayant recommandé avec succès que le gouvernement rompe ses relations diplomatiques avec Taïwan pour reconnaître la République populaire de Chine ; et Jamie Vokia, simple député de la majorité pour Guadalcanal nord-est. Des élections partielles pour leurs sièges ont lieu en novembre, et sont remportées respectivement par Alfred Efona et Ethel Vokia, l'épouse du député déchu. John Moffat Fugui, pour sa part, est nommé ambassadeur des Salomon en République populaire de Chine.
En mai 2020 la justice annuelle l'élection de Robertson Galokale, député indépendant de Choiseul-sud et chef du groupe parlementaire des députés indépendants, reconnu coupable de douze cas de corruption électorale. Son fils Sammy Galo remporte l'élection partielle qui s'ensuit en mai 2021, avec une seule voix d'avance sur son principal adversaire, Tozen Leokana.
Titus Fika, député démocrate de Kwaio-ouest, meurt le 20 novembre 2021. Claudius Tei'ifi, candidat du Parti unifié, remporte l'élection partielle qui en résulte en septembre 2022.
Sam Iduri, député de Kwara'ae-ouest pour le Parti démocrate, meurt le 23 janvier 2023. L'élection partielle qui s'ensuit en mai est remportée par le candidat indépendant Alfred Tuasulia.